# پارک ملی اسمولنسکویه پوزریه
پارک ملی اسمولنسکویه پوزریه (انگلیسی: Smolenskoye Poozerye National Park) یک پارک ملی در استان اسمولنسک کشور روسیه است.